# Роспуда (Підляське воєводство)
Роспуда (пол. Rospuda) — село в Польщі, у гміні Філіпув Сувальського повіту Підляського воєводства.
Населення — 52 особи (2011).
У 1975-1998 роках село належало до Сувальського воєводства.

## Демографія
Демографічна структура станом на 31 березня 2011 року:
|          | Загалом | Допрацездатний вік | Працездатний вік | Постпрацездатний вік |
| -------- | ------- | ------------------ | ---------------- | -------------------- |
| Чоловіки | 27      | 6                  | 15               | 6                    |
| Жінки    | 25      | 6                  | 14               | 5                    |
| Разом    | 52      | 12                 | 29               | 11                   |